# Onyx (rivier)
De Onyx is een rivier op Antarctica, die alleen stroomt tijdens de korte zomer daar. Met zijn lengte van 32 km is het de langste rivier van Antarctica.

## Leven
Er zijn geen vissen in de Onyx, maar kleine micro-organismes zijn er wel te vinden.

## Onderzoek
Momenteel is er een onderzoekskamp aan het einde van de rivier bij het Vandameer.